# Jet Ion GP
Jet Ion GP (Hresvelgr) est un jeu vidéo de course développé par Gust et édité par Ubisoft, sorti en 2002 sur PlayStation 2.

## Accueil
- GameSpot : 3,5/10[1]